# Kazuchika Okada
Kazuchika Okada (Japans: 岡田かずちか, Okada Kazuchika) (Anjo, 8 november 1987) is een Japans professioneel worstelaar, die actief was in de Total Nonstop Action Wrestling (TNA) onder zijn ringnaam Okato.

## In worstelen
- Finishers
  - Rainmaker(Ripcord Clothesline)
  - Tombstone Piledriver

- Signature moves
  - Belly to back suplex
  - (Bridging)German Suplex
  - Diving elbow drop
  - Flapjack
  - Knife edge chops
  - Missile dropkick
  - Standing dropkick

- Nicknames
  - The Rainmaker
  - The Handpicked Ace: Een naam die hij te danken heeft aan het feit dat hij gekozen werd door management om simpelweg de volgende grote ster van NJPW te worden en in de voetsporen te treden van Hiroshi Tanahashi.

## Erelijst
- Pro Wrestling Illustrated
  - PWI rangeerde hem #230 van de top 500 singles worstelaars in de PWI 500 in 2010

- Toryumon Mexico
  - Young Dragons Cup (2005)